# Operació Buraq
El cop d'estat del 16 d'agost de 1972, anomenat pels seus organitzadors Operació Buraq, va ser un intent de matar el rei del Marroc Hassan II per propiciar un canvi polític al país, presumiblement una presa de poder per l'exèrcit.

## Antecedents
L'atemptat es va produir un any després que fracassés en el palau d'estiu de Skhirate, prop de Rabat, un altre intent de cop d'estat que va suposar una matança de convidats i personal present en els fastos de l'aniversari del rei, però al qual curiosament van sobreviure el monarca i el seu braç dret, el general Mohammed Oufkir. Aquest intent colpista va posar de manifest per primera vegada en la història del Marroc independent que l'exèrcit podia convertir-se en enemic del règim i no en la seva sustentació, com fins llavors s'havia cregut. Per aquesta raó va ser depurada de bona part de la seva cúpula.

## Desenvolupament
El 16 d'agost de 1972 Hassan II tornava d'un viatge a França a bord d'un Boeing 727. En passar per la vertical de Tetuan, aparegueren sis caces que aparenten durant uns moments escortar a l'avió reial però que, quan el pilot d'aquest intenta la seva identificació, obriren foc contra l'aparell. El comandant Louafi Kouera, un dels pilots atacants, intentà estavellar el seu aparell F-5 contra el Boeing reial, saltant-ne en paracaigudes i capturat pwr la Gendarmeria Reial del Marroc alguns minuts després, prop de Souk El Arbaa.
Segons la versió difosa en l'època pel mateix Hassan II, els trets van deixar inutilitzats dos dels tres reactors i afectats punts vitals de l'aparell, que semblava destinat a estavellar-se irremeiablement. El pilot, Mohammed Kabbaj, té llavors una idea: el mecànic de l'avió contacta per ràdio amb els atacants i diu que el pilot ha mort i que el rei està greument ferit, i prega que cessin els trets i li donin una oportunitat de salvar-se. Persuadits sens dubte que sense pilot i greument ferit el rei no se salvarà (i segurament cap dels altres passatgers), els caces desapareixen i el Boeing aconsegueix posar-se accidentadament a l'aeroport de Rabat–Salé. Aquesta versió posa l'accent en la baraka o benedicció divina de la que gaudiria Hassan II i que li permetria salvar-se in extremis de les situacions més complicades.
Segons una versió més recent, elaborada després de l'obertura política al Marroc amb el regnat de Mohammed VI, els caces van atacar l'avió una vegada i una altra, provocant danys de certa consideració encara que no tan greus com es va dir en el seu moment. Això es va deure a una multitud de fallades tècniques, entre els quals que alguns aparells havien estat armats pel amb metralladores de maniobra, no de foc real, unit a la imperícia d'alguns pilots. L'avió va fingir aterrar en l'aeroport de Kenitra, moment en què els caces es van retirar, confiant potser a poder acabar amb el rei a terra atès que Kenitra era la seva base; no obstant això, l'aparell va sobrevolar la pista i va tornar a elevar-se amb destinació a Rabat, on el monarca era esperat. Alguns fidels al rei el van treure de l'avió i el van traslladar en un automòbil turisme a la residència reial de la platja de Skhirate, mentre el comboi oficial, en previsió de nous atacs, es dirigia a Rabat sense passatger.

## Conseqüències
El principal sospitós és el general Oufqir, que des de l'assalt a Skhirate havia caigut en desgràcia per la seva benevolència amb els acusats i perquè alguns dels capitosts, executats extrajudicialment l'endemà passat, l'havien assenyalat com a persona afí a les seves idees. Oufqir havia estat ministre de l'Interior i en aquest moment l'era de Defensa, i per a la rebel·lió hauria comptat amb el suport de Mohamed Amekrane, comandant de les Forces Aèries Marroquines de Kenitra. Mor unes hores després de l'atemptat: segons la versió oficial es va suïcidar en l'avantcambra del despatx del rei. Segons la seva família, que va veure el cos, va ser crivellat a trets de bala. La seva extensa família, de fet, va desaparèixer poc després per ser internada en un dels centres de detenció clandestins que tenia el monarca arreu del país. No seria alliberada fins a 18 anys més tard.
El procés dels aviadors es va iniciar el 17 d'octubre de 1972 davant el tribunal permanent de les Forces Armades Reials del Marroc a Kenitra. Dos-cents vint oficials, suboficials i soldats de la 3a Bafra de Kenitra van ser jutjats. Durant el judici dels aviadors, 11 colpistes van ser condemnades a mort:
- Tinent Coronel Mohamed Amekrane, líder del cop,
- Capità Larabi el-Haj, còmplice en l'operació de la comunicació per ràdio amb els 3 plans rebels de la torre de control de la 3a Bafra
- Comandant Louafi Kouera i tinents Abdelkader Ziad i Hamid Boukhalif, pilots dels tres avions de combat F-5, que va bombardejar l'avió reial durant la seva escorta aèria
- Subtinent Lyazid Midaoui, pilot de l'helicòpter utilitzat per Amekrane en el seu vol a Gibraltar
- Suboficial Mehdi Abdellali, ajudant de Belkacem i els sergents primers Kamoune, Bahraoui i Benoi per donar ajuda als colpistes a la base de Kenitra durant les operacions.

Qualsevol persona de la base aèria de Kenitra que hagués tingut alguna relació amb l'atac (inclosos els soldats als qui es va ordenar omplir els dipòsits dels caces o fer altres tasques semblants i habituals) van ser condemnats a penes de presó. Una trentena d'aviadors van ser condemnats a llargues penes i es va unir als condemnats pel primer cop de Skhirate (10 de juliol de 1971) d'antuvi a la presó militar de Kenitra. El 7 d'agost de 1973 tots els militars presos implicats en aquest cop o en el de l'any anterior van desaparèixer com la família Oufqir i no es va saber d'ells fins a molt més tard. Van ser tancats («enterrats vius», diran ells) al centre de detenció secret de Tazmamart, on van passar divuit anys en absoluta foscor. Quan es va obrir les portes de la presó de Tazmamart després de divuit anys de detenció només van sobreviure 28 presos dels 58 inicials.
Aquest atemptat inaugura un període d'intensa repressió política que es perllongarà fins a principis dels anys 90 i que es coneix com a anys de plom.